# Manglerud Star Ishockey
Manglerud Star Ishockey ofte forkortet 'MS' (grundlagt i 1913 som Sportsklubben Star) er en norsk ishockeyklub fra Manglerud i Oslo . Hele klubben spiller i Manglerudhallen, populært kaldet «Garasjen». De spiller nu i Fjordkraftligaen, tidligere Get-ligaen, efter at Trondheim-klubben Rosenborg IHK ikke fik licens til sæsonen 2013-2014.
Eliteinvestering i MS har ikke et meget stort budget og fokuserer på sin egen afdeling. Eliteligateamet for MS er en næsten "helnorsk" stald med 26 nordmænd, 1 svensk statsborger og 1 amerikansk statsborger. Eliteligas holdets gennemsnitsalder er 26 år (efterår 2020)

## Spillernumre2020/21
| - Norge 34 Ole Morten Furseth - Norge 30 Lars Haugen | & nbsp; | - Norge 65 Petter Andersen - Norge 6 Emil Frøshaug - USA 24 Hakon Nilsen - Norge 55 Alexander Kristiansen - Norge 44 Tord Thoresen - Norge 23 Mats Trygg | & nbsp; | - USA 29 Sander Lunde Boroczky - Norge 19 Pontus Finstad - Norge 27 Mats Henriksen - Norge 20 Joachim Engebråten Hermansen - Norge 15 Joachim Lunde Hermansen - Norge 64 Kjetil Martinsen - Norge 50 Steffen Ratejczak - Norge 95 Didrik Nøkleby Svendsen - Norge 22 Steffen Thoresen - Norge 49 Mathias Trygg - Sverige 17 Jesper Öhrvall | & nbsp; |  |

## Historie
MS fik ikke hockey på programmet før i slutningen af 60'erne, men på trods af at det ville tage et par år, før de fik deres egen hal på Manglerud, stod MS ud tidligt. Selv i gamle dage var det i yngre klasser, at man først gjorde sig bemærket. MS sikrede sig flere NM-guld i småbørn og juniorklasser, før første hold som en naturlig konsekvens fandt vej op i topserien i 1973.
Klubfarverne var oprindeligt grønne og hvide, men Per «Kaka» Karlsen bestilte gule og grønne dragter, da de rykkede op til topserien i 1973. Allerede anden sæson i 1. division modtog MS sølvmedaljer i serien. MS blev til sidst den evige andenplads i ligakampen, men i NM ville holdet til sidst lykkes at gå helt op til toppen. I modsætning til i dag blev der ikke spillet semifinaler og finaler. I stedet havde de en slutspilserie med de seks bedste hold fra 1. division. Her gik MS til toppen foran Hasle-Løren Idrettslag og Frisk Asker for at blive norsk mester i 1977 og 1978, og er Idrettslaget Manglerud Stars stolthed. Efter introduktionen af cupkampe med semifinaler og finaler i NM har MS kun været i finalen en gang. Det skete i 1982, men så var der et tab mod Vålerengen. I 1997 var der et tab mod den samme modstander i kvartfinalen, og siden da har MS ikke været i semifinalen, selvom de har været meget tæt ved flere lejligheder. 

## Forskellige samarbejdsforsøg

### Oslo hockey
- se også Furuset Ishockey

I sæsonen 1989/90 indgik Manglerud Star og Furuset Ishockey et samarbejde på A-holdniveau, der blev kaldt "Oslo hockey". Dette var en sportslig succes, hvor eliteholdet Furuset blev norsk mestre, og landmandsholdet MS fik en bedre bordposition end i mange år. Det var også i Manglerud Star denne sæson, at Geir Myhre havde sin debut som træner.
Samarbejdet med Furuset varede kun en sæson.

### LM-90
- se også Vålerenga Ishockey

I sæsonen 1990/91 tog A-holdet fra Manglerud Star navnet 'LM-90', efter at Lambertseter Hockeyklub blev slået sammen til Manglerud Star.
I sæsonen 1991/92 var Manglerud-stjernen et landmandshold for Vålerenga Ishockey og spillede i 1. division.
Sæsonen 1993/94 var Manglerud Star igen tilbage i eliteserien under sit eget navn, i sine egne farver og uden samarbejde med en anden klub.

### Spektrumflyers
- se også Spektrum Flyers

I sæsonerne 1994/1995 og 1995/1996 "lånte" Manglerud stjerne ud af elite-ligaen til den store investering Spektrum Flyers. Dette var ikke en stor sportslig succes for Manglerud-stjernen, så fra sæsonen 96/97 blev det igen besluttet at investere i deres egen indsats.

## Referanser
1. ↑  -MS-tok-b% C3% B8tta Manglerud stjerne (Webside ikke længere tilgængelig)

## Eksterne links
- Manglerud Stars hjemmeside